# 左江花山の岩絵の文化的景観
左江花山の岩絵の文化的景観（さこうかざんのいわえのぶんかてきけいかん）は、中国南部の広西チワン族自治区に残る、700年以上に渡ってカルスト地形の断崖壁面に描かれた大規模な岩絵群を含む文化的景観である。これらの岩絵群は左江およびその支流である明江の岸壁に見られ、広西弄崗国家級自然保護区に含まれる岩絵もある。また、明江右岸は花山岩画風景区に指定されている。1988年、「花山風景名勝区」は中華人民共和国国家重点風景名勝区に認定された。2016年7月15日にUNESCOの世界遺産リストに登録され、登録対象となった3地区38件の岩絵群は、崇左市の寧明県、竜州県、江州区、扶綏県に位置している。
なお、中国語: 岩画は「岩絵」のことである。日本語では「岩画」という熟語はあまり一般的ではないが、日本語文献でもこの遺跡を花山岩画（かざんがんが）として掲載しているものがある。

## 概要
左江両岸には切り立った崖が見られ、その壁面に赤い顔料で多くの図像が描かれている。顔料は赤鉄鉱に植物の樹液を混ぜたものが使われた。壁画の中には130 m の高さに描かれたものもあるが、切り立った崖に描いた手法としては、足場を組んだ方法が（発見されている杭の残骸を根拠に）指摘されているほか、崖の頂上からぶら下がったり、下からよじ登った可能性なども指摘されている。
崖の壁面に岩絵の描かれた地域の中でも主要な場所は、幅およそ170メートル (560 ft)、高さ約40メートル (130 ft)で、110ほどのグループに分類できる約1900個の像が描かれており、中国の岩絵の中でも大規模な部類に属する。それらの壁画はおおむね川面からの高さで30メートル (98 ft)から90メートル (300 ft)の場所に描かれている。

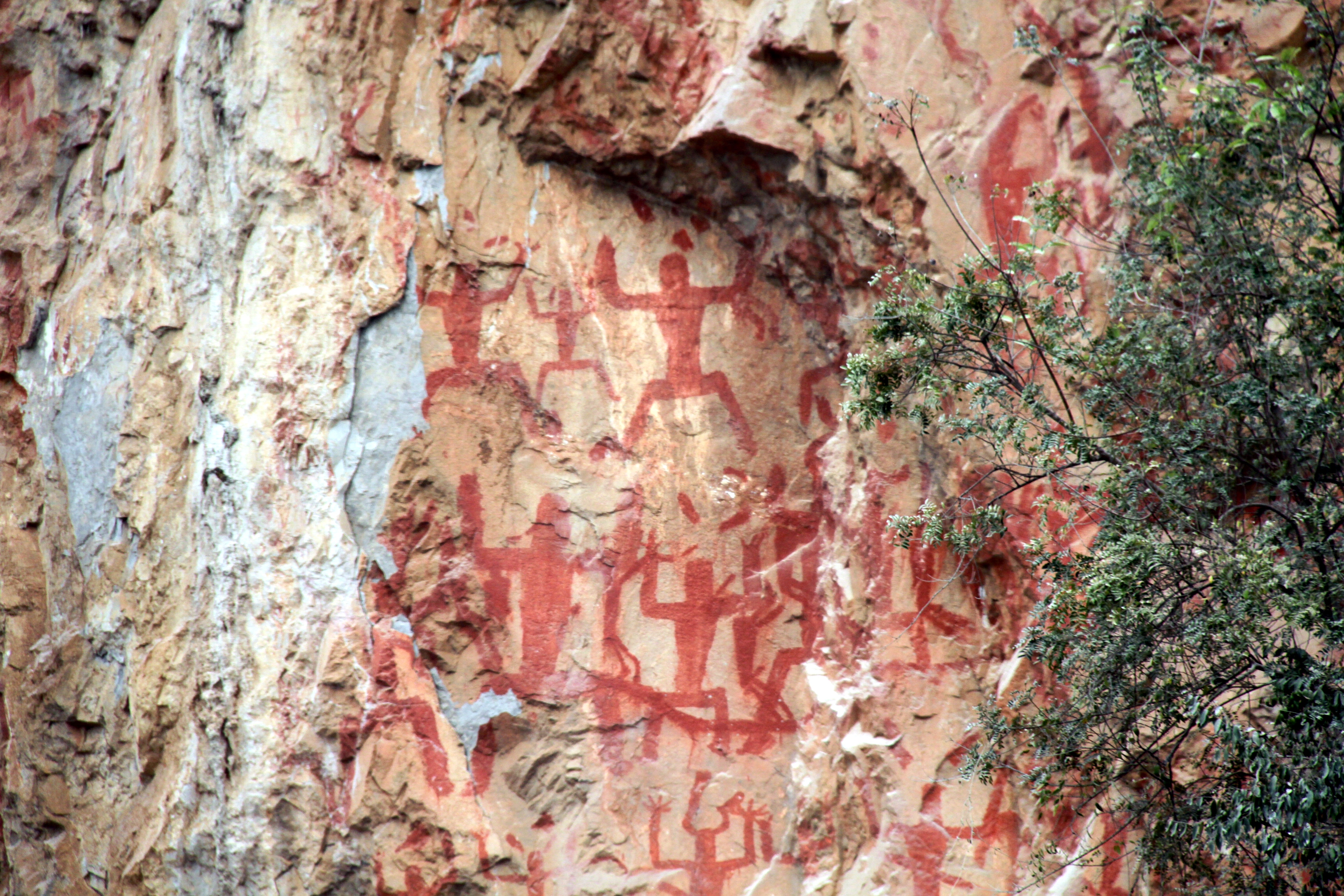
左江花山の岩絵

図像には人物を描いたものが多く、腕を掲げて足を曲げたポーズは、何らかの儀式の様子を表したと考えられている。それらの多くは60 cmから 1.5 m ほどの背丈だが、小さなものだと20 cmほどのものがある一方、最も大きいものだと3.58 m になる。人物以外では刀剣類、船、動物などを描いたものもあるが、後述するように世界遺産登録理由との関わりで重要なのは、中国南部から東南アジアにかけて用いられてきた銅鼓らしき道具が描かれていることである。
壁画が描かれたのは紀元前5世紀から後2世紀と見なされている。始期や終期に若干の異説があるものの、その場合にも、おおむね戦国時代から後漢の時代に描かれた点では共通する。この時期にこの地に住んでいたのは、チワン族の祖先とも言われる雒越であり、岩絵は彼らの生活や儀式を描いたものと見なされている。ただし、放射性炭素年代測定の結果、最古の岩絵が16,000年前、最新の岩絵が690年前という可能性も出てきている。
崇左市チワン族博物館（崇左市壮族博物馆）には、この岩絵群の歴史などに関する展示物がある。

## 世界遺産

### 登録経緯
この物件が世界遺産の暫定リストに記載されたのは2008年3月28日のことであり、2015年1月30日に正式推薦された。
世界遺産委員会の諮問機関である国際記念物遺跡会議 (ICOMOS) は、すでに世界遺産リストに登録されているタムガリの考古的景観にある岩絵群（カザフスタンの世界遺産）、聖なる山スライマン＝トー（キルギスの世界遺産）、モンゴル・アルタイ山脈の岩絵群（モンゴルの世界遺産）といった他のアジアの岩絵遺産と比べても、その顕著な普遍的価値を認められるとして、「登録」を勧告した。
2016年の第40回世界遺産委員会では勧告通りに登録が認められた。

### 登録名
この世界遺産の正式登録名は、英語: Zuojiang Huashan Rock Art Cultural Landscape、フランス語: Paysage culturel de l’art rupestre de Zuojiang Huashanである。その日本語名は以下のように揺れがある。
- 左江花山のロック・アートの文化的景観 - 日本ユネスコ協会連盟[13]
- 左江花山の岩絵 - 世界遺産検定事務局[14]
- 左江華山岩絵の文化的景観 - 月刊文化財[15]
- 左江の花山岩画の文化的景観 - 古田陽久・古田真美[3]
- 左江花山の岩絵の文化的景観 - 人民網日本語版ほか[16][17][18]

なお、中国語名は左江花山岩画文化景观（繁体字台湾語: 左江花山岩畫文化景觀）である。

### 登録基準
この世界遺産は世界遺産登録基準のうち、以下の条件を満たし、登録された（以下の基準は世界遺産センター公表の登録基準からの翻訳、引用である）。
- (3) 現存するまたは消滅した文化的伝統または文明の、唯一のまたは少なくとも稀な証拠。
  - 世界遺産委員会はこの基準の適用理由について、この物件が「景観と岩絵との特別な組み合わせを備え、紀元前5世紀から紀元2世紀まで左江流域に住んでいた雒越の力強い精神的・社会的生活を生き生きと伝えており、今ではその伝統の唯一の証拠となっている」[21]ことを挙げた。

- (6) 顕著で普遍的な意義を有する出来事、現存する伝統、思想、信仰または芸術的、文学的作品と直接にまたは明白に関連するもの（この基準は他の基準と組み合わせて用いるのが望ましいと世界遺産委員会は考えている）。
  - 世界遺産委員会はこちらの基準については、「鼓や関連要素を描いた左江花山の図画群は、かつて一帯に広まっていた銅鼓文化に直結する象徴的な記録であり、銅鼓は今なお中国南部では力の象徴として尊重されている」[21]ことを挙げた。

### 登録範囲
登録範囲は以下の通りである。
| 登録ID   | 構成資産名（日本語名は仮訳、英語は正式名）                     | 面積                                 | 流域 | 遺跡数 |
| -------- | -------------------------------------------------------------- | ------------------------------------ | ---- | ------ |
| 1508-001 | 寧明県・竜州県の岩絵 Ningming and Longzhou County rock art     | 1,628.83 ha (緩衝地域 2,725.37 ha)   | 明江 | 4      |
| 1508-002 | 竜州県の岩絵 Longhzou County rock art                          | 2,506.5 ha （緩衝地域 5,331.11 ha）  | 左江 | 16     |
| 1508-003 | 江州区・扶綏県の岩絵 Jiangzhou District, Fusui County rock art | 2,486.27 ha （緩衝地域 4,092.53 ha） | 左江 | 18     |